# 메인주도 제150호선
메인주도 제150호선(Maine State Route 150)은 미국 메인주의 스코히건에서 윌리맨틱까지 이어주는 주도로, 총 연장은 50.65 mi이다. 통과하고 있는 군은 서머싯군과 피스카타퀴스군이 있다. 

## 통과하고 있는 군
- 서머싯군
- 피스카타퀴스군

## 통과하는 도로
국도
- 국도 제2호선

주도
- 메인주도 제43호선
- 메인주도 제151호선
- 메인주도 제154호선
- 메인주도 제152호선
- 메인주도 제6호선
- 메인주도 제15호선
- 메인주도 제16호선